# Gare de Port-de-Piles
Gare de Port-de-Piles – stacja kolejowa w La Celle-Saint-Avant, w departamencie Indre i Loara, w Regionie Centralnym, we Francji.
Jest stacją Société nationale des chemins de fer français (SNCF), obsługiwaną przez pociągi TER Poitou-Charentes i TER Centre.